# EPrix van Kaapstad
De ePrix van Kaapstad is een race uit het Formule E-kampioenschap. In 2023 maakte de race haar debuut op de kalender als de vijfde race van het negende seizoen.

## Geschiedenis
De ePrix van Kaapstad zou oorspronkelijk in het seizoen 2021-2022 voor het eerst georganiseerd worden, maar deze werd afgelast vanwege de coronapandemie. In plaats daarvan werd in 2023 de eerste race gehouden, maar werd wel pas ingelast nadat de ePrix van Seoel werd geschrapt. De race wordt gehouden op het Cape Town Street Circuit. De eerste ePrix, gehouden op 25 februari 2023, werd gewonnen door António Félix da Costa.

## Resultaten
| Editie | Seizoen   | Circuit  | Winnaar                                                 | Tweede                     | Derde                        | Pole position                         | Snelste ronde              |
| ------ | --------- | -------- | ------------------------------------------------------- | -------------------------- | ---------------------------- | ------------------------------------- | -------------------------- |
| 1      | 2022-2023 | Kaapstad | António Félix da Costa TAG Heuer Porsche Formula E Team | Jean-Éric Vergne DS Penske | Nick Cassidy Envision Racing | Sacha Fenestraz Nissan Formula E Team | Jean-Éric Vergne DS Penske |